# Solanum berthaultii
Solanum berthaultii es una especie herbácea y tuberosa de papa silvestre distribuida en Bolivia y el noroeste de Argentina.

## Descripción
Plantas de 0,3 a 1 m de altura, herbáceas, terrestres, erectas. Los tallos de 3 a 5 mm de diámetro en la base de la planta, densamente cubiertos por cortos tricomas no glandulares y glandulares, de 120 a 210 micras de longitud, con cabezas con cuatro lóbulos de 50-70 micras de diámetro. Con frecuencia también se presentan tricomas glandulares, de 600 a 950 micras de longitud, con una glándula ovoide en la punta, de 20-60 micras de diámetro. Las hojas son pinnadas, de 10 a 28 cm de largo y  6-20 cm de ancho, con un número impar de pinnas, pubescentes como los tallos, las hojas frescas son pegajosas al tacto y con un olor picante; los pecíolos de 0,5-4,5  cm de largo. El folíolo terminal presenta de 3 a 12 cm de largo, 1,5-4,0 cm de ancho, de forma ovada a elíptica, con el ápice agudo a acuminado. 
Las inflorescencias en general se hallan sostenidas por un pedúnculo de 3 a 9,5 cm de largo y reúne de 5-15 flores con pedicelos de 12-22 mm de largo, articulados en o por encima de la media. El cáliz de 5-15 mm de largo, con sépalos acuminados; la corola de 1,1-2,5 cm de diámetro, subestrellada a pentagonal, los bordes de la corola son planos, y el color es blanco puro y rara vez de color blanco cremoso o amarillento a azul a azul oscuro al lila. El androceo está formado por 5 estambres de 5-9 mm de largo, dos de ellas ligeramente más cortos que las otras tres, connados; el estilo tiene de 11 a 14 mm de largo. Los frutos tienen de 1,5 a 2,5 cm de diámetro, son globosos a ligeramente ovoides, de color verde medio a oscuro, a menudo con puntos blancos esparcidos.

## Distribución y hábitat
Centro-este de Bolivia (departamento de Cochabamba), hacia el sur hasta el norte de Argentina (provincias de Catamarca, Jujuy y Salta). En general, en áreas secas y rocosas o entre arbustos espinosos o cactus, o como maleza en el borde de los campos cultivados o de las carreteras, también a lo largo de los arroyos.

## Taxonomía
Solanum berthaultii fue descrita por John Gregory Hawkes y publicado en Potato Collecting Expeditions in Mexiaco and South America 45, 122. 1944.
Etimología
Solanum: nombre genérico que deriva del vocablo Latíno equivalente al Griego στρνχνος (strychnos) para designar el Solanum nigrum (la "Hierba mora") —y probablemente otras especies del género, incluida la berenjena— , ya empleado por Plinio el Viejo en su Historia naturalis (21, 177 y 27, 132) y, antes, por Aulus Cornelius Celsus en De Re Medica (II, 33). Podría ser relacionado con el Latín sol. -is, "el sol", debido a que la planta sería propia de sitios algo soleados.
berthaultii: epíteto otorgado en honor del botánico francés François Berthault.
Sinonimia
- Solanum vallegrandense var. pojoense M. Cárdenas.[11]
- Solanum trigalense M.Cárdenas.[12]
- Solanum tarijense J.G. Hawkes.[13]
- Solanum vallegrandense Cárdenas[14]